# 西跨湖桥
西跨湖桥为位于中国浙江省绍兴市柯桥区的一座古石拱桥，位于湖塘街道，跨鉴湖西端，该桥始建于南宋，明万历年间重建，清乾隆、嘉庆年间重修，嘉庆元年（1796年）完成。
西跨湖桥总长61米，由长30米的单孔拱桥和长31米的三孔梁桥组合而成。拱桥设有栏板，刻有捐资者姓名、重建年月等。
2011年浙江省政府将西跨湖桥等八座古桥公布为浙江省文物保护单位，作为绍兴古桥群的子项目，共十二座。2013年除西跨湖桥外其余十一座升为国保，西跨湖桥单独拆分，仍作为浙江省文物保护单位。